# Hey Duggee
Hey Duggee è una serie animata britannica rivolto ai bambini in età pre-scolare. Creato nel 2014 da Grant Orchard, è stato prodotto da Studio AKA.
A livello internazionale, la serie è distribuita dalla BBC Worldwide, BBC Studios il braccio commerciale della BBC che gestisce anche le versioni del canale CBeebies di fuori del Regno Unito. In Italia la serie è trasmessa su Cartoonito.
La serie è incentrata sulle avventure di cinque bambini-animali che, nel dopo-scuola, frequentano un gruppo Scout nel quale apprendono nuove capacità, contraddistinte dal distintivo che viene loro dato al termine della puntata.
Per tutta la durata degli episodi c'è una voce fuori campo che narra le vicende dei personaggi, la voce fuori campo è di Carlo Valli.

## Trama
In ogni episodio il gruppo di bambini-animali antropomorfi passerà il pomeriggio nel gruppo scout dei Lupetti e affronterà una certa situazione apprendendo una nuova abilità. Quando l'abilità è ottenuta ogni scout riceverà il relativo distintivo dal capo-scout Duggee. Ogni episodio si conclude con un Duggee Abbraccio, dove tutti i bambini abbracciano Duggee, per poi tornare dai loro genitori con il distintivo che hanno guadagnato.
Nelle loro avventure Duggee e i bambini interagiscono anche con altri animali, sia domestici che selvaggi.

## Personaggi
Duggee
È il capo scout. È un grosso cane marrone sensibile e gentile che si occupa di ogni cosa. È il superiore del Lupetto Club. A differenza dei bambini non parla e comunica solo tramite l'onomatopea "Woof".
Betty
È una femmina di polpo intelligente, sensibile e fantasiosa, ama leggere e studiare e aspira ad essere la leader del gruppo. È doppiata da Maura Cenciarelli.
Happy
È un piccolo coccodrillo felice (lo dice il suo nome) di poche parole che adora giocare in acqua e indossa occhiali da vista. Ha una madre elefantessa, l'unico dei lupetti che è adottato. È doppiato da Tatiana Dessi.
Norrie
È una topolina loquace, premurosa e intelligente, sensibile, curiosa e molto gentile. È doppiata da Monica Ward.
Roly
È un ippopotamo entusiasta, forte e iperattivo. Ha poca pazienza ma è molto vivace. Adora i rumori. È doppiato da Roberta De Roberto.
Tag
È un rinoceronte di indole dolce e responsabile, ha un animo sensibile ed è un po' sbadato. È doppiato da Antonella Baldini.

## Episodi

### Stagione 1/3
| N° Episodio | Titolo                                   | Trama |
| ----------- | ---------------------------------------- | --- |
| 1           | Il distintivo del disegno                | Piove fuori e Duggee e i Lupetti resteranno dentro a fare un disegno. |
| 2           | Il distintivo dei pasticceri             | Happy mangia (per sbaglio) la torta dei conigli, tristi che happy l’ha mangiata duggee preparerà una nuova. |
| 3           | Il distintivo delle pettinature          | I Lupetti fanno fare a Duggee il bagno. Però dopo che se l'ha fatto rimane tutto bagnato, i Lupetti farrano asciugare duggee con il suo ventilatore grande, ma la situazione peggiora quando dopo che si è aciugato diventa una palla di pelo. |
| 4           | Il distintivo delle vacanze estive       | |
| 5           | Il distintivo del salvataggio            | Quando Milly insigue un topo, rimane bloccata su un albero. Duggee e i Lupetti la salveranno con un camion dei pompieri. |
| 6           | Il distintivo del super lupetto          | |
| 7           | Il distintivo della marmellata           | Duggee sta preparando un marmellata con la frutta, ma arriva scimmia dispettosa rubando la botte piena di frutta. |
| 8           | Il distintivo della caccia al tesoro     | I Lupetti trovano una mappa del tesoro, e Duggee mostra che è una vera mappa. I Lupetti andranno alla rierca del tesoro. |
| 9           | Il distintivo dello spaventapasseri      | Nel giardino di Duggee, i merli stanno mangiano i semi, Duggee e i Lupetti li faranno andare via creando una spaventapasseri. |
| 10          | Il distintivo della faccia buffa         | |
| 11          | Il distintivo del salto                  | |
| 12          | Il distintivo della foglia               | |
| 13          | Il distintivo della frittata             | |
| 14          | Il distintivo dell'orto                  | |
| 15          | Il distintivo della piscina gonfiabile   | Fa caldo fuori e Duggee e i Lupetti si rinfrescheranno con la piscina insieme ad altri animali. |
| 16          | Il distintivo della barca di carta       | |
| 17          | Il distintivo del castello               | |
| 18          | Il distintivo della spiegazione          | |
| 19          | Il distintivo del cavallo a dondolo      | |
| 20          | Il distintivo del "guarisci presto"      | |
| 21          | Il distintivo del singhiozzo             | |
| 22          | Il distintivo del labirinto              | |
| 23          | Il distintivo della danza della pioggia  | |
| 24          | Il distintivo della ghianda              | |
| 25          | Il distintivo del palloncino             | |
| 26          | Il distintivo del nascondino             | |
| 27          | Il distintivo del pastore                | |
| 28          | Il distintivo del ragno                  | |
| 29          | Il distintivo dell'amore per gli animali | |
| 30          | Il distintivo del pupazzo di neve        | Duggee, i Lupetti e i pinguini si sfidano a fare un pupazzo di neve |
| 31          | Il distintivo della pittura              | |
| 32          | Il distintivo delle pulizie              | |
| 33          | Il distintivo del circo                  | |
| 34          | Il distintivo dell'uovo                  | |
| 35          | Il distintivo del cucciolo               | |
| 36          | Il distintivo della scatola di cartone   | |
| 37          | Il distintivo del bruco                  | |
| 38          | Il distintivo del castello di sabbia     | |
| 39          | Il distintivo del calcio                 | |
| 40          | Il distintivo delle marionette           | |
| 41          | Il distintivo degli uccellini            | |
| 42          | Il distintivo della grande parata        | |
| 43          | Il distintivo del fare attenzione        | Scimmia dispettosa mangia e butta le buccie di banana facendo fare incindenti ad altri animali, purtroppo cade nella fossa dopo che è scivolata sopra e inizia a piangere.                                                                     |
| 44          | Il distintivo del soccorso               | |
| 45          | Il distintivo delle bolle                | |
| 46          | Il distintivo del sottomarino            | |
| 47          | Il distintivo del detective              | |
| 48          | Il distintivo del cucito                 | |
| 49          | Il distintivo della sorpresa             | |
| 50          | Il distintivo dell'orsacchiotto          | |
| 51          | Il distintivo della favola               | |
| 52          | Il distintivo degli addobbi              | |

### Stagione 2/3
| N° Episodio | Titolo                                | Trama |
| ----------- | ------------------------------------- | ----- |
| 1           | Il distintivo della musica            |       |
| 2           | Il distintivo del fischio             |       |
| 3           | Il distintivo delle formine           |       |
| 4           | Il distintivo della spremuta          |       |
| 5           | Il distintivo delle impronte          |       |
| 6           | Il distintivo dei fossili             |       |
| 7           | Il distintivo della casa sull'albero  |       |
| 8           | Il distintivo dell'aquilone           |       |
| 9           | Il distintivo del girino              |       |
| 10          | Il distintivo del miele               |       |
| 11          | Il distintivo della ceramista         |       |
| 12          | Il distintivo del gioco di squadra    |       |
| 13          | Il distintivo dell'insetto danzante   |       |
| 14          | Il distintivo del treno               |       |
| 15          | Il distintivo della pizza             |       |
| 16          | Il distintivo della medicina          |       |
| 17          | Il distintivo del campeggio           |       |
| 18          | Il distintivo del fare amicizia       |       |
| 19          | Il distintivo del fiume               |       |
| 20          | Il distintivo dello yoga              |       |
| 21          | Il distintivo del collezionismo       |       |
| 22          | Il distintivo dell'ombra              |       |
| 23          | Il distintivo del teatro              |       |
| 24          | Il distintivo della memoria           |       |
| 25          | Il distintivo dell'andare piano       |       |
| 26          | Il distintivo della corsa a ostacoli  |       |
| 27          | Il distintivo dello spavento          |       |
| 28          | Il distintivo dello spazio            |       |
| 29          | Il distintivo del raccolto            |       |
| 30          | Il distintivo del colore              |       |
| 31          | Il distintivo del ramo                |       |
| 32          | Il distintivo della voce              |       |
| 33          | Il distintivo dell'isola              |       |
| 34          | Il distintivo della nanna             |       |
| 35          | Il distintivo della banana coraggiosa |       |
| 36          | Il distintivo dell'acqua              |       |
| 37          | Il distintivo del traffico            |       |
| 38          | Il distintivo del travestimento       |       |
| 39          | Il distintivo dell'armonia            |       |
| 40          | Il distintivo delle nozze             |       |
| 41          | Il distintivo dei nonni               |       |
| 42          | Il distintivo dell'organizzazione     |       |
| 43          | Il distintivo della cura              |       |
| 44          | Il distintivo della commedia          |       |
| 45          | Il distintivo del canto               |       |
| 46          | Il distintivo del gioco               |       |
| 47          | Il distintivo della festa             |       |
| 48          | Il distintivo della guida turistica   |       |
| 49          | Il distintivo della navigazione       |       |
| 50          | Il distintivo della chiave            |       |
| 51          | Il distintivo della moda              |       |
| 52          | Il distintivo degli occhiali          |       |

### Stagione 3/3
| N° Episodio | Titolo                                  |
| ----------- | --------------------------------------- |
| 1           | Il distintivo del fare piano            |
| 2           | Il distintivo dell'anatra               |
| 3           | Il distintivo dello spazzolino          |
| 4           | Il distintivo del camaleonte            |
| 5           | Il distintivo dello stare al chiuso     |
| 6           | Il distintivo del giorno libero         |
| 7           | Il distintivo dell'amico di penna       |
| 8           | Il distintivo della grande scampagnata  |
| 9           | Il distintivo dell'albero               |
| 10          | Il distintivo del formaggio             |
| 11          | Il distintivo della radio               |
| 12          | Il distintivo degli opposti             |
| 13          | Il distintivo della colazione           |
| 14          | Il distintivo della foto di famiglia    |
| 15          | Il distintivo del futuro                |
| 16          | Il distintivo della filosofia           |
| 17          | Il distintivo della condivisione        |
| 18          | Il distintivo della storia              |
| 19          | Il distintivo dell'arte                 |
| 20          | Il distintivo del gioco a golf          |
| 21          | Il distintivo del mistero               |
| 22          | Il distintivo delle elezioni            |
| 23          | Il distintivo della compilation         |
| 24          | Il distintivo del gusto                 |
| 25          | Il distintivo della biologia            |
| 26          | Il distintivo della pozzanghera         |
| 27          | Il distintivo del gioco a premi         |
| 28          | Il distintivo del raduno                |
| 29          | Il distintivo del preferito             |
| 30          | Il distintivo del taglio della siepe    |
| 31          | Il distintivo del canto a cappella      |
| 32          | Il distintivo del Natale                |
| 33          | Il distintivo del babysitter            |
| 34          | Il distintivo del fumetto               |
| 35          | Il distintivo dei cinque sensi          |
| 36          | Il distintivo della diplomazia          |
| 37          | Il distintivo del compagno di giochi    |
| 38          | Il distintivo del ponte                 |
| 39          | Il distintivo del “leggere l'ora”       |
| 40          | Il distintivo dell'allenamento          |
| 41          | Il distintivo dell'indovinello          |
| 42          | Il distintivo della creatura mitologica |
| 43          | Il distintivo della soap opera          |
| 44          | Il distintivo del gioco da tavolo       |
| 45          | Il distintivo dell'orientamento         |
| 46          | Il distintivo del profumo               |
| 47          | Il distintivo del contare               |
| 48          | Il distintivo della rimpatriata         |
| 49          | Il distintivo delle costruzioni         |
| 50          | Il distintivo del “cos'è successo”      |
| 51          | Il distintivo del supereroe             |
| 52          | Il distintivo della camminata           |